# 2001년 대한민국
이 문서는 2001년 대한민국에서 일어난 사건을 다룬다.

## 재임자
제6공화국 (국민의 정부)
🟢대통령 : 김대중
- 국무총리 : 이한동